# Telefonen ringer (dokumentarfilm fra 1984)
|  | Denne artikel er oprettet af botten Steenthbot ud fra en ekstern database. Den kan derfor have sproglige fejl eller mangler. Denne skabelon kan fjernes efter kontrol af indholdet. |

 For alternative betydninger, se Telefonen ringer. (Se også artikler, som begynder med Telefonen ringer)
Telefonen ringer er en dansk dokumentarfilm fra 1984 instrueret af Ole Simonsen og efter manuskript af Hans Edvard Teglers.

## Handling
En introduktion i gode telefonvaner og uskrevne regler. Man bør for eksempel ikke sige "Det er er mig", når man tager telefonen.

## Medvirkende
- Ulf Pilgaard